# Boîte-Théâtre

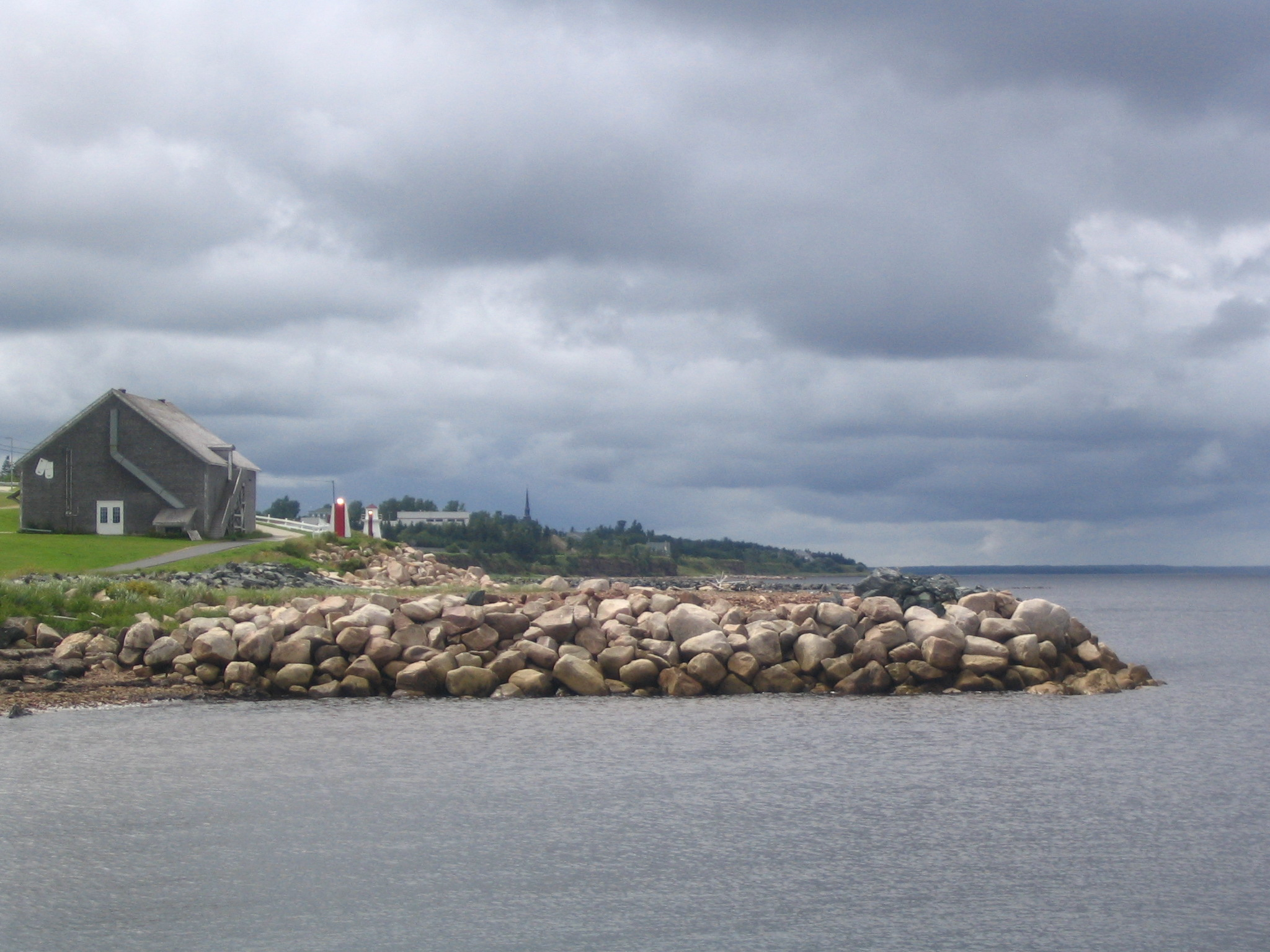
La Boîte-Théâtre.

La Boîte-Théâtre est une salle de spectacle de 125 places située dans la ville de Caraquet, au Nouveau-Brunswick.
La salle se trouve au bord de la baie de Caraquet, dans le port de Caraquet, à l'est du centre-ville. Elle constitue le dernier vestige de l'imposant complexe industriel de la Compagnie Robin, abandonné en 1958; il y a toutefois un hangar qui a été déplacé au Village historique acadien. L'édifice est rénové en 1974 pour y accueillir un théâtre d'été,. Il est à nouveau rénové en 1982, afin de permettre son utilisation à l'année longue.
Avec le Centre culturel, la salle accueille les présentations locales des pièces du Théâtre populaire d'Acadie.
L'édifice compte deux étages, est de plan rectangulaire avec un toit à deux pentes. Le premier étage abritait à l'origine un atelier de fabrication de costume et de décors.